# Guennadi de Nóvgorod
Guennadi (del ruso: Геннадий) (? - 4 de diciembre de 1505) fue Arzobispo de Nóvgorod y Pskov desde 1484 a 1504. Es importante su papel en la lucha contra la Herejía de los judaizantes y es famoso por haber recopilado el primer códex de la Biblia en antiguo eslavo eclesiástico en 1499, conocida como la "Biblia de Guennadi". Guennadi es un santo de la Iglesia Ortodoxa Rusa. Su festividad es el 4 de diciembre (juliano)/7 de diciembre (gregoriano).
Guennadi era un boyardo del clan moscovita de los Gonzov, y fue, antes de ser arzobispo, hegúmeno del Monasterio Chúdov en el Kremlin de Moscú. Su predecesor inmediato en Nóvgorod, Serguéi, sirvió en el cargo menos de un año, siendo confinado en el Monasterio Chúdov aparentemente debido a una enfermedad mental.
Guennadi fue nombrado Arzobispo de Nóvgorod en Moscú, tomando posesión del cargo el 12 de diciembre de 1484, siendo el primer prelado novgorodiense no escogido por lotes desde 1359. Llegó a Nóvgorod en enero de 1485 con la tarea (que ya había sido la de Serguéi) de llevar a la recientemente conquistada sede novgorodiense (cuyo control por parte de los moscovitas se tomara únicamente en 1478, y cuyo último arzobispo elegido localmente, Feófil, fue retirado del cargo en el año 1480) a unas prácticas eclesiásticas más acordes con las moscovitas. Se enfrentó a la oposición del clero local por su conmemoración de varios santos moscovitas, aunque consiguió salir adelante, al incluir algunos santos locales.
La principal dificultad que encontró Guennadi durante su arzobispado, sin embargo, fue erradicar la herejía judaizante de Nóvgorod y también de Moscú, donde se había difundido cuando varios clérigos novgorodenses fueron transferidos a la capital. Se dice que imitó los  métodos de la Inquisición española, admirando como el rey de España había dirimido con la heterodoxia en su reino, por lo que quemó a varios herejes con el apoyo del gran príncipe y el metropolitano.
La "Cuarta Crónica de Nóvgorod" apunta que Guennadi asimismo ayudó a pagar un tercio de la reconstrucción del actual Detinets entre 1484 y 1490, y en 1492, calculó cuando sería la Pascua para los siguientes mil años. La creencia ortodoxa, a pesar del cálculo constantinopolitano, era de que el año 7000 AM, sería el fin del mundo, lo que correspondía al año 1492 d. C., por lo que no habían calculado la Pascua para más tarde de esa fecha. Esto tendría grandes consecuencias, no sólo en la realización de los rituales religiosos, sino también en cuando plantar o cosechar, por lo que podría haber conducido potencialmente a la población a la hambruna. La contribución de Guennadi, por tanto, fue más allá de un simple cálculo.
Guennadi tomó parte en el Concilio de Moscú de 1503, pero al año siguiente fue acusado de simonía y retirado del cargo. Poco después de su regreso a Moscú, murió el 4 de diciembre de 1505 en el Monasterio Chúdov. Fue enterrado al lado de Alejo de Moscú en la iglesia principal del monasterio hasta su destrucción en 1929, momento en el que se pierden sus restos, como los de otra mucha gente enterrada en el Kremlin.